# Cidaphus barbaricus
Cidaphus barbaricus là một loài tò vò trong họ Ichneumonidae.